# 格拉汉姆·A·C·贝尔
格拉汉姆·A·C·贝尔（1949年3月3日—）是一位英国演化生物学家，专攻有性生殖的演化，2016年當選英国皇家學會會士，2013–2015年间任加拿大皇家學會主席。